# Либийска пустиня
Либийската пустиня (на арабски: الصحراء الليبية) е пустиня в Северна Африка, в североизточната част на Сахара, на запад от река Нил. Тя заема западните части на Египет (около 3/4 от неговата територия), източните части на Либия (около половината от нейната територия) и северозападните части на Судан. На изток и югоизток долината на река Нил я отделя съответно от Арабската и Нубийската пустини, на север достига до брега на Средиземно море, на запад приблизително до 18° и.д., а на юг приблизително до 18° с.ш. В тези си граници площта ѝ е от 1,7 до 2 млн. km².

## Релеф
Северната част на Либийската пустиня е ниска, покрита с пясъци (т.нар. ергове), образуващи дюни с височина до 300 m. На територията ѝ (основно на североизток) съществуват 8 депресии, от които 7 са оазиси (Сива (-17 m н.в.), Харга, Дахла, Бахария (116 m), Фарафра (32 m) в Египет; Джагбуб и Куфра в Либия). В депресията Катара (-133 m) водите са солени, и затова тя не се счита за оазис. Южната ѝ част представлява каменисти или пясъчни плата с надморска височина 400 – 500 m, с отделни остатъчни масиви с максимална височина връх Ел Увейнат (1934 m), на суданска територия, в близост до границите с Либия и Египет. На територията на Либия са разположени 3 „пясъчни морета“ – Голямо, Каланшо и Ребиана.

## Климат, води
Климатът е тропичен, пустинен, на север – средиземноморски, полупустинен. Либийската пустиня е най-сухата част от Сахара – валежите рядко превишават 5 mm на година, а в югозападните части на Либия валежи няма в продължение на 2 – 3 години. На север по крайбрежието на Средиземно море достигат до 50 – 100 mm годишно. Въздухът е толкова сух, че дори след поглъщане на вода гърлото изсъхва за секунди. Средната януарска температура е 12 – 18°С, средната юлска – 28 – 35°С (максималната – 58°С), средната денонощна амплитуда е 15 – 16°С. В пустинята почти отсъстват характерните за Сахара сухи долини (уади).

## Растителност, стопанство
Растителността е крайно оскъдна, като само на отделни места вирее пустинна акация, тамариск, пустинен пелин. В местата с плитко залягащи грунтови (подпочвени) води – в оазисите е съсредоточена основната част от малобройното население (най-вече бербери и други северноафрикански номади), занимаващо се с отглеждане на финикови палми, праскови, кайсии и няколко вида зърнени култури. В оазиса Бахария се разработват находища на желязна руда.
През Втората световна война там действа Далекобойната пустинна група на британската армия.